# Podgumer, Sofia-capitala
Podgumer (în bulgară Подгумер) este un sat în comuna Stolicina, regiunea Sofia-capitala,  Bulgaria. 

## Demografie
Componența etnică a satului Podgumer
     Bulgari (96,77%)
     Nicio identificare (3,22%)
     Altele (0%)
La recensământul din 2011, populația satului Podgumer era de 869 locuitori. Din punct de vedere etnic, majoritatea locuitorilor (96,77%) erau bulgari. Pentru 3,22% din locuitori nu este cunoscută apartenența etnică.